# Croton pachypodus
Espèce
Croton pachypodus est une espèce de plantes à fleurs du genre Croton et de la famille des Euphorbiaceae, présente du Costa Rica jusqu'en Colombie.